# Да Сильва, Хорхе
Хорхе Да Сильва (исп. Jorge Orosmán da Silva Echeverrito; род. 11 декабря 1961, Монтевидео) — уругвайский футболист и футбольный тренер. Выступал за сборную Уругвая и такие клубы, как «Атлетико Мадрид», «Вальядолид», «Ривер Плейт», «Америка Кали», «Мильонариос».

## Биография
Выступал за клубы Уругвая, Аргентины, Испании, Чили, Колумбии. Воспитывался в академии «Феникса» до 1977 года, затем играл в молодёжном составе «Данубио», но дебютировал в профессиональном футболе и удостоился вызова в сборную Уругвая Да Сильва уже будучи игроком «Дефенсора».
С 1982 по 1987 год выступал в испанских командах (он стал лучшим бомбардиром чемпионата Испании сезона 1983/84), а затем был приглашён в один из лучших на тот момент клубов мира аргентинский «Ривер Плейт», где успешно провёл один сезон.
Со сборной Уругвая был участником Кубка Америки 1993 и чемпионата мира 1986 года.
По завершении карьеры футболиста стал тренером. В 2008 году под его руководством «Дефенсор Спортинг» стал чемпионом Уругвая. В 2012 году возглавил «Пеньяроль».
Хорхе Да Сильва — старший брат ещё одного футболиста, выступавшего за сборную Уругвая — Рубена Да Сильвы, победителя Кубка Америки 1995 года.

## Достижения

### Как игрок
- Чемпион Колумбии: 1992
- Обладатель Кубка испанской лиги: 1983
- Обладатель Суперкубка Испании: 1985
- Финалист Кубка кубков: 1985/86
- Лучший бомбардир чемпионата Испании: 1984 (17 голов)

### Как тренер
- Чемпион Уругвая (3): 2007/08, 2012/13, 2015/16